# Ньоготка
Ньо́готка (рос. Нёготка) — селище у складі Каргасоцького району Томської області, Росія. Входить до складу Толпаровського сільського поселення.

## Населення
Населення — 254 особи (2010; 307 у 2002).
Національний склад (станом на 2002 рік):
- росіяни — 81 %
- селькупи — 11 %